# Irmawan

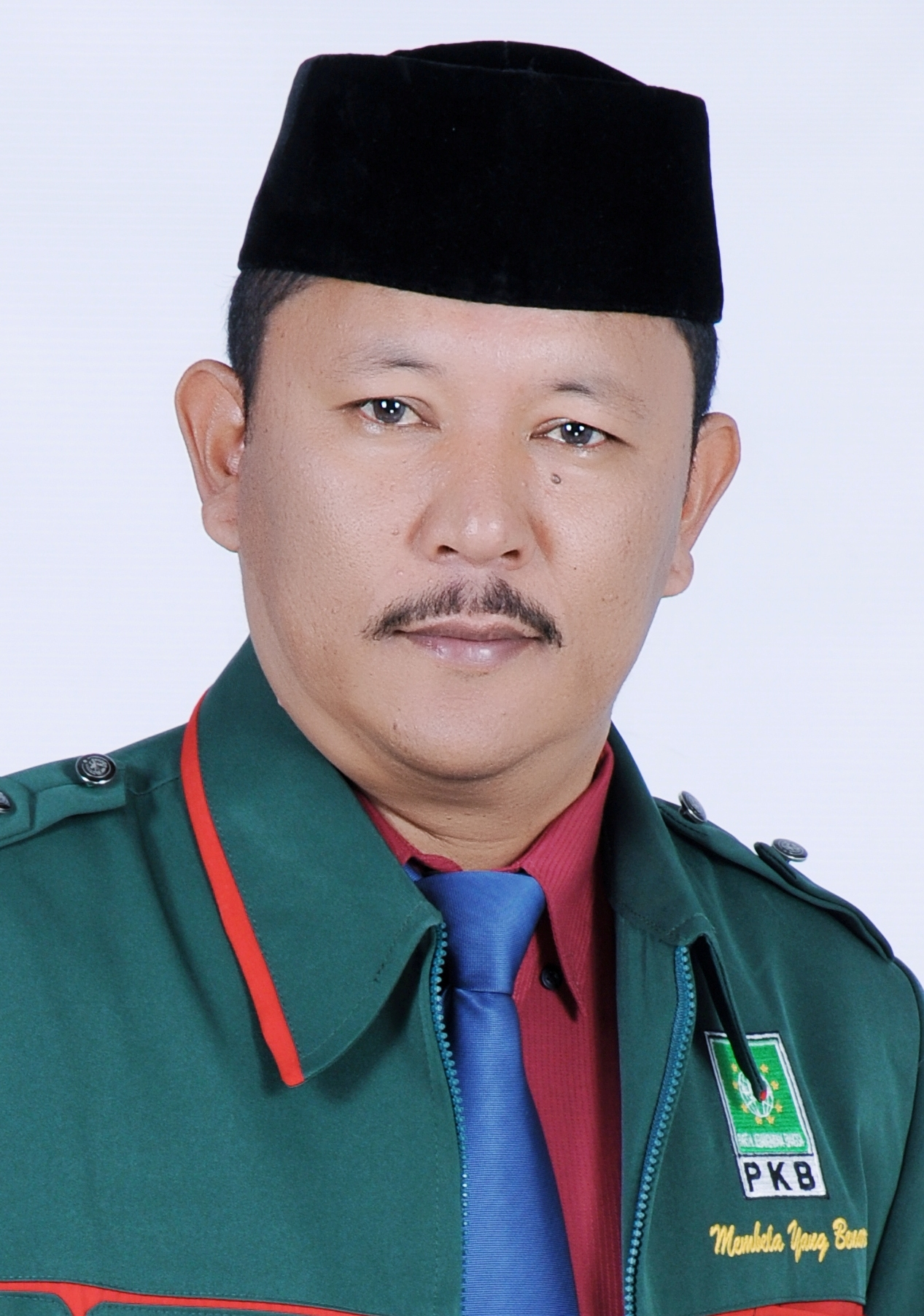
Irmawan

Hāddsch Irmawan (* 21. Dezember 1967 in Aceh Tenggara, Aceh) ist ein indonesischer Politiker der Nationalen Erweckungspartei PKB (Partai Kebangkitan Bangsa), der seit 2014 Mitglied des Volksvertretungsrates der Republik Indonesien DPR-RI (Dewan Perwakilan Rakyat Republik Indonesia) ist.

## Leben
Irmawan besuchte die Grundschule in Rema Bari sowie die Mittelschule in Blangkejeran, wo er auch die Oberschule SMA (Sekolah Menengah Atas) besuchte. Dort war er 1984 Vorsitzender der Schülervertretung OSIS (Organisasi Siswa Intra Sekolah). 1985 begann er ein grundständiges Studium an der Fakultät für Wirtschaft der Universitas Syiah Kuala UNSYIAH in Banda Aceh, welches er 1988 mit einem Diplom beendete. Er war dort Mitglied des Rates dieser Fakultät. Er war von 1994 bis 2008 als Beamter in der Verwaltung tätig und absolvierte in der Zeit ein postgraduales Studium im Fach Öffentliche Verwaltungswissenschaften an der Universitas Medan Area UMA in Medan und schloss dieses 2000 mit einem Bachelor of Public Administration Science. Ein weiteres postgraduales Studium im Fach Management an der Universitas Pendidikan Ganesha in Singaraja beendete er 2003 mit einem Master in Management.
2004 wurde Irmawan als Vertreter des Indonesischen Nationalen Jugendkomitee KNPI (Komite Nasional Pemuda Indonesia) für Mitglied des Regionalen Rates DPD (Dewan Pimpinan Daerah) für den Regierungsbezirk Gayo Lues sowie 2008 auch Mitglied des Rates von Gayo Musara im Regierungsbezirk Aceh Tenggara. 2009 wurde er Mitglied der Regionalen Volksvertretungsversammlung DPRD (Dewan Perwakilan Rakyat Daerah) der Provinz Aceh, der er bis 2014 angehörte. In dieser Zeit wurde er 2010 auch Vorsitzender des Regionalen Führungsrates DPW (Dewan Pimpinan Wilayah) der Nationalen Erweckungspartei PKB (Partai Kebangkitan Bangsa) in der Provinz Aceh und hat diese Funktion seither inne.

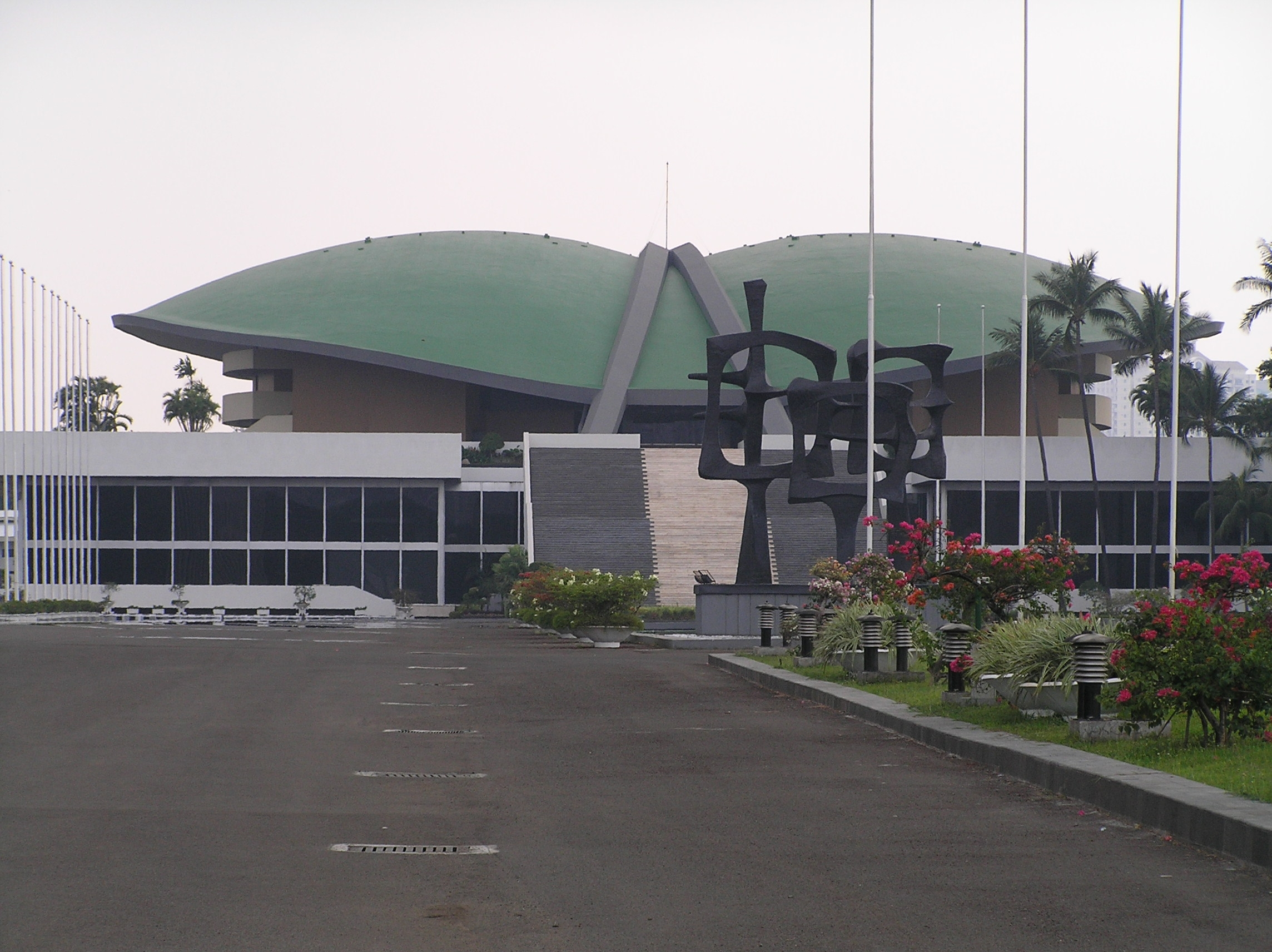
Das Gebäude des Volksvertretungsrates der Republik Indonesien, deren Mitglied er ist.

2014 wurde Irmawan im Wahlkreis ACEH II mit 40.191 Stimmen für die PKB erstmals 2014 Mitglied des Volksvertretungsrates der Republik Indonesien DPR-RI (Dewan Perwakilan Rakyat Republik Indonesia) und 2019 mit 57.289 Stimmen wiedergewählt. Während der ersten Legislaturperiode war er zwischen 2014 und 2019 zunächst Mitglied der für Verteidigung, Außenpolitik, Kommunikation und Informatik sowie Nachrichtendienste zuständigen Kommission I, der für Recht, Menschenrechte und Sicherheit zuständigen Kommission III. Danach war er zwischen Januar 2016 und September 2017 Mitglied der für Innere Angelegenheiten, Staatssekretariat und Wahlen zuständigen Kommission II sowie von September 2017 und Januar 2021 Mitglied der Kommission V, die für Infrastruktur und Verkehr zuständig war. Seit Januar 2021 ist er Mitglied der Kommission IV, die nunmehr für Menschenrechte und Sicherheit zuständig ist.
Aus seiner Ehe mit Elis Dewi gingen vier Kinder hervor.